# Train Sim World 3
Train Sim World 3 (abgekürzt TSW3) ist eine Eisenbahnsimulation des britischen Entwicklerstudios Dovetail Games für PC, Xbox One, Xbox Series, PlayStation 4 sowie PlayStation 5. Das Videospiel wurde am 9. August 2022 angekündigt und erschien am 9. September desselben Jahres. Es ist der Nachfolger der Eisenbahnsimulation Train Sim World 2.

## Spielprinzip
Ziel in TSW3 ist es, in der Egoperspektive Züge zu rangieren, zu steuern und abzustellen. Dabei ist die Welt an reale Strecken angelehnt, sodass Objekte wie Bahnhöfe detailliert abgebildet und neben Eisenbahnsignalen in Verbindung mit Fahrstraßen weitere sicherheitsrelevante Elemente wie die Zugbeeinflussung vorhanden sind und simuliert werden.
In wirtschaftlicher Hinsicht sind die Strecken-Erweiterungen ausschlaggebend. Das Grundspiel wird günstig angeboten und enthält drei Bahnstrecken aus verschiedenen Ländern (Schnellfahrstrecke Kassel-Würzburg, die Southeastern Highspeed und die Cajon-Pass-Route). Im Fokus stehen die Länder Großbritannien, Deutschland und USA, für die die meisten Strecken angeboten werden.

## Veröffentlichung
Das Spiel wurde am 9. August 2022 angekündigt und erschien am 8. September 2022. Neuerungen gegenüber dem Vorgänger sind neue Wetterfunktionen wie dynamisches Wetter und volumetrische Wolken. Die Passagiere werden sich jetzt auch je nach Wetter und Jahreszeit umziehen, einschließlich der Verwendung von Regenschirmen.